# میریا هیتامیس
میریا هیتامیس (انگلیسی: Mirja Hietamies؛ ۷ ژانویه ۱۹۳۱ – ۱۴ مارس ۲۰۱۳) اسکی‌باز اسکی صحرانوردی اهل فنلاند بود.
وی در مسابقات کشوری و بین‌المللی در مجموع برندهٔ ۱ مدال طلا، ۲ مدال نقره، ۱ مدال برنز شده‌است.